# دانشگاه فنی دولتی بلاروس
دانشگاه فنی ملی بلاروس (BNTU) یکی از دانشگاه‌های فنی پیشرو بلاروس و کشورهای مستقل مشترک المنافع است. BNTU از سال ۱۹۲۰ مهندسان را آموزش می‌دهد. علاوه بر این، BNTU امکانات مختلفی را برای رشد شخصی و تفریح دانشجویان فراهم می‌کند: زمین‌های ورزشی، مراکز فرهنگی، کتابخانه‌ها، باشگاه‌های دانشجویی و غیره. بر اساس Webometrics، دانشگاه فنی دولتی بلاروس در بین ۲۵ درصد از بهترین دانشگاه‌های جهان قرار دارد.

## رتبه‌بندی
براساس نظامِ رتبه‌بندی QS در سال ۲۰۲۲، این دانشگاه در رتبه ۸۰۰–۷۵۱دانشگاه برتر دنیا قرار دارد و دومین دانشگاه برتر بلاروس می‌باشد.

## دانشکده‌ها
دانشکده‌های دانشگاه فنی دولتی بلاروش شامل
- مهندسی معدن و اکولوژی مهندسی
- مهندسی مکانیک
- مکانیک و فناوری
- بازاریابی، مدیریت و کارآفرینی
- مهندسی قدرت
- فناوری اطلاعات و رباتیک
- فن آوری‌های مدیریت و انسان دوستانه
- شعبه سولیگورسک
- مهندسی و آموزش
- ساخت و ساز نیروگاه و خدمات مهندسی
- معماری
- مهندسی عمران
- مهندسی ابزار دقیق
- ارتباطات حمل و نقل
- نظامی و فنی
- خودرو و تراکتور
- ورزشی و فنی
- مؤسسه بین‌المللی آموزش از راه دور